# Staatliche Universität Baku
Die Staatliche Universität Baku (aserbaidschanisch: Bakı Dövlət Universiteti; russisch Бакинский государственный университет) ist eine Universität in der aserbaidschanischen Hauptstadt Baku.

## Geschichte
Die Staatliche Universität Baku wurde im Jahre 1919 während der Ersten Unabhängigkeit Aserbaidschans gegründet. Gründungsrektor war Wassili Rasumowski, zuvor Professor an der Universität Kasan.
Nach der Besetzung Aserbaidschans durch die bolschewistischen Truppen am 28. April 1920 wurden mehrere Hunderte aserbaidschanischer Professoren nach Sibirien deportiert. Die Universitätsdisziplinen wurden einer breiten Russifizierungspolitik ausgesetzt. Im Jahr 1945 übernahm die Universität eine führende Rolle bei der Gründung der Akademie der Wissenschaften Aserbaidschans. Die Universität für Medizin Baku, die Universität für Ökonomie Baku und die Universität für Pädagogik Baku sind Ausgründungen aus der Staatlichen Universität.
Im Jahr 1969 erfolgte eine Neuausrichtung von Forschung und Lehre. Mehrere Fakultäten und mehr als 30 wissenschaftliche Institute wurden seitdem neu eingerichtet.

## Organisation
Über 13.000 Studenten studieren in 43 verschiedenen Fachrichtungen in 17 Fakultäten, 116 Lehrstühlen und zahlreichen Forschungslabors. Die Bibliothek hat einen Bestand von über 2 Millionen Bänden. Circa 250 Professoren und über 1.000 Dozenten und wissenschaftliche Mitarbeiter lehren in den Bachelor- und Masterstudienprogrammen.
Die Universität ist Mitglied im Netzwerk der Balkan-Universitäten und der Internationalen Interakademischen Union (IIAU). Mit 25 ausländischen Universitäten in den Vereinigten Staaten, Japan, China, dem Sudan, Jordanien, der Russischen Föderation, Großbritannien, Frankreich, der Türkei und Iran bestehen Hochschulpartnerschaften.

## Fachgebiete
- Aserbaidschanische Sprache und Literatur
- Bibliothekswissenschaft
- Biologie
- Chemie
- Geographie
- Geologie
- Geschichte
- Internationales Recht und Internationale Beziehungen
- Journalismus
- Mathematik, Angewandte Mathematik
- Mechanik
- Orientalistik
- Physik
- Psychologie
- Rechtswissenschaft
- Russische Sprache und Literatur
- Sozialwissenschaften
- Theologie
- Ökonomische Kybernetik